# Guy Fawkes
Guido Fawkes (født 13. april 1570, død 31. januar 1606), almindeligvis kaldet Guy Fawkes, var en af hovedmændene i den katolske sammensværgelse, Krudtsammensværgelsen, the Gunpowder Plot. Planen var at knuse den engelske protestantiske elite ved at sprænge kong Jakob 1. og begge parlamentets kamre i London i luften under parlamentets åbning den femte november 1605.
Til erindring herom kaldes 5. november for Guy Fawkes' Day.

## Traditionens vers
Remember, remember the Fifth of November,
The Gunpowder Treason and Plot,
I know of no reason
Why the Gunpowder Treason
Should ever be forgot.
Guy Fawkes, Guy Fawkes, t'was his intent
To blow up the King and Parli'ment.
Three-score barrels of powder below
To prove old England's overthrow;
By God's providence he was catch'd (or by God's mercy*)
With a dark lantern and burning match.
Holloa boys, holloa boys, let the bells ring. (Holla*)
Holloa boys, holloa boys, God save the King!
And what should we do with him? Burn him!
Then what? Remember this day*